# Тажибаева, Сара
Сара Тажибаева (урожд. Онгарбаева) (1922 год, Георгиевский район, Чимкенсткая область, Киргизская АССР, РСФСР, СССР — 20 августа 2000 год) — колхозница, звеньевая совхоза «Большевик» Ленгерского района, Герой Социалистического Труда (1949).

## Биография
В 1940 году вступила в колхоз «Большевик» Ленгерского района Чимкентской области. Первоначально трудилась рядовой колхозницей. Позднее была назначена звеньевой полеводческого звена. С 1950 года работала в колхозе имени Чапаева Ленгерского района Чимкенсткого района. В 1961 году вышла на пенсию.
В 1948 году полеводческое звено под руководством Сары Онграбаевой собрало с участка площадью 19 гектаров по 29, 3 центнера зерновых. За получение высоких урожаев пшеницы при выполнении колхозом обязательных поставок и контрактации по всем видам сельскохозяйственной продукции, натуроплаты за работу МТС в 1948 году и обеспеченности семенами всех культур в размере полной потребности для весеннего сева 1949 года удостоена звания Героя Социалистического Труда указом Президиума Верховного Совета СССР от 20 мая 1949 года с вручением ордена Ленина и золотой медали «Серп и Молот».
Награды
- Герой Социалистического Труда
- Орден Ленина (1949);